# イーグルマスク
イーグルマスク（1999年6月21日（26歳） - ）は、日本のプロレスラー。血液型O型。

## 来歴
石森太二に憧れプロレスラーを目指し、JTOで2019年7月8日旗揚げ戦にて佐藤嗣崇戦でデビュー。

## 得意技
EAGLE BREAKER1
EAGLE BREAKER2

## 入場曲
- EAGLE BREAKER（オリジナル）
現在はニューバージョン

## タイトル歴
- ヤングドリーム